# Alkira House
Alkira House es un edificio histórico en Melbourne, Australia. Es ampliamente considerado como uno de los ejemplos más impresionantes de arquitectura art déco de Melbourne. Construida en 1936 por el arquitecto James Wardrop, Alkira House está ubicada en 18 Queen Street.
James Wardrop es también el arquitecto responsable del diseño del Santuario del Recuerdo. Una de las características más llamativas del edificio es el uso de terracota arquitectónica vidriada y ladrillo de vidrio. De hecho, fue el primer edificio en Australia en utilizar ladrillos de vidrio en su construcción.  Con un diseño inteligente, las baldosas de terracota verticales en blanco y negro de la fachada atraen la atención en un viaje de seis niveles hasta el campanario de estilo imperio en la parte superior, formando una columna arquitectónica en el centro del edificio.
Alkira House figura en el Registro del Patrimonio Victoriano y tiene al menos un apartamento disponible para estancias cortas en el segundo piso de Apartment Alkira. 